# اودراوه
اودراوه (به آلمانی: Oderaue) یک شهر در آلمان است که در مرکیش-اودرلند واقع شده‌است. اودراوه ۱٬۷۹۹ نفر جمعیت دارد.